# Дјелуар
Дјелуар (фр. Dieulouard) насеље је и општина у североисточној Француској у региону Лорена, у департману Мерт и Мозел која припада префектури Нанси.
По подацима из 2004. године у општини је живело 4838 становника, а густина насељености је износила 269 становника/km². Општина се простире на површини од 17,69 km². Налази се на средњој надморској висини од 185 метара (максималној 307 m, а минималној 177 m).

## Демографија
| 1962. | 1968. | 1975. | 1982. | 1990. | 2011. |
| ----- | ----- | ----- | ----- | ----- | ----- |
| 4.854 | 5.332 | 5.372 | 5.212 | 4.903 | 4.548 |

График промене броја становника у току последњих година